# Energieladung
Um den Energiestatus einer Zelle mit einer einzigen Maßzahl zu erfassen, hat Daniel Atkinson den Begriff der Energieladung (englisch energy charge) eingeführt. Die Energieladung beschreibt das Verhältnis aller Adenosylnukleotide und erreicht für den (hypothetischen) Fall, dass nur ATP vorliegt, den Maximalwert 1. In der Realität bewegt sich der Wert zwischen 0,75 und 0,95. In diesem Bereich wird er durch regulatorische Schlüsselenzyme im Energiestoffwechsel gehalten. Ein prominentes Beispiel ist die Phosphofructokinase
1. {\displaystyle {\text{Energieladung}}={\frac {[{\mbox{ATP}}]+{\frac {1}{2}}[{\mbox{ADP}}]}{[{\mbox{ATP}}]+[{\mbox{ADP}}]+[{\mbox{AMP}}]}}}
2. {\displaystyle 2\ ADP\longrightarrow ATP+AMP}

## Definition der Energieladung
Die Bewertung von ADP als ½ ATP folgt aus der Tatsache, dass Enzyme wie Myokinase (Muskel) bzw. Adenylat-Kinase ein Molekül ATP aus zwei Molekülen ADP bereitstellen können (Gleichung 2).

## Ergänzende Parameter und weitere Anwendungen
Die Angaben zu den Adenosinphosphaten werden sinnvollerweise um Angaben zu freiem Phosphat und zu NADPH ergänzt, um eine umfassende Information über Energie- und Redoxstatus von Organellen, Zellen und auch Geweben zu erhalten, die Rückschlüsse über die Aktivität von Prozessen des Primärstoffwechsels erlauben.